# Cesa
Cesa é uma comuna italiana da região da Campania, província de Caserta, com cerca de 7.500 habitantes. Estende-se por uma área de 2 km², tendo uma densidade populacional de 3730 hab/km². Faz fronteira com Aversa, Gricignano di Aversa, Sant'Antimo (NA), Sant'Arpino, Succivo.

## Demografia
| Variação demográfica do município entre 1861 e 2011                               |
|                                                                                   |
| Fonte: Istituto Nazionale di Statistica (ISTAT) - Elaboração gráfica da Wikipedia |